# Мироново (Афанасьєвський район)
Миро́ново (рос. Мироново) — присілок у складі Афанасьєвського району Кіровської області, Росія. Входить до складу Пашинського сільського поселення.
Населення становить 63 особи (2010, 102 у 2002).
Національний склад станом на 2002 рік — росіяни 99 %.